# Dolores Soler-Espiauba
Dolores Soler-Espiauba Conesa (Cartagena, 7 de septiembre de 1935) es una escritora española.

## Biografía
Licenciada en Filología germánica y en Filología hispánica por la Universidad Complutense de Madrid, desarrolló su labor profesional como profesora en Portugal, Francia y Polonia, hasta que fijó su residencia definitiva en Bruselas, Bélgica, en 1974 donde fue traductora y profesora en las instituciones de la Unión Europea.
Su primera novela (Los canardos) llegó tarde, en 1987, con la que obtuvo el Premio Felipe Trigo. Antes había ganado varios concursos de cuentos. A partir de ese momento incrementó su actividad literaria, volviendo a ganar el Felipe Trigo en 1988 con Mujer con paisaje de lluvia.
De entre los premios que siguieron, destaca el V Premio Andalucía de Novela por Hermana Ana, ¿Qué ves?, traducida a varios idiomas, el Premio Azorín en 1991, el Premio Café Gijón en 1992 y el Premio Gabriel Miró de Cuentos de 2007 por La tumba del rey Baltasar.

## Obras

### Novelas
- Los canardos, (1987), VII Premio Felipe Trigo.
- Mujer con paisaje de lluvia, (1988), VIII Premio Felipe Trigo.
- Crónica del olvido, (1988), Premio Café Iruña.
- Hermana Ana, ¿Qué ves?, (1990) V Premio Andalucía
- Elisa o el pasado imperfecto, (1992), Premio Azorín de Novela
- El oro y el moro. Alicante, (1992), Premio Café Gijón
- La mancha de la mora, (1997).

### Relatos
- Doce rosas para Rosa, (1989).
- Ladrón de guante negro, (1989).
- Más se perdió en Cuba (1995).
- Moros y Cristianos, (1995).
- ...Pero se casan con las morenas, (1995).
- Más conchas que un galápago, (1998).
- Guantanameras, (1997).
- Un taxi hacia Coyoacán, (1998).
- Mirta y el viejo señor, (1998).
- La vida es un tango, (1998).
- La tumba del rey Baltasar, (2007).